# Бор Волго
Бор Волго — деревня в Селижаровском районе Тверской области. Входит в состав Шуваевского сельского поселения.
Находится в 17 км (по прямой) к северо-западу от районного центра Селижарово, в 9 км (по дороге) от посёлка Селище. Расположена на южном берегу озера Волго, от которого и получила название.
Типичная «селигерская» дачная деревня, более 50 домов, большинство домохозяев — иногородние дачники.

## Население
| 2010 |
| ---- |
| 15   |

## История
До середины XX века деревня называлась просто Бор, добавка Волго указывает на озеро и на погост Волго, располагавшийся на берегу озера к северо-западу от деревни. Сейчас место погоста (кладбище) находится на территории соседней деревни Заручевье.
В XIV—XV веках погост Волго был центром волости Волго, крайней северо-западной части Ржевского княжества.
Во второй половине XIX — начале XX века деревня Бор относилась к Волговскому приходу Пашутинской волости Осташковского уезда. В 1889 году в деревне 37 дворов, 215 жителей.
В 1997 году в деревне Бор Волго Шуваевского сельского округа, 12 хозяйств, 16 жителей.